# 伯恩特科恩 (阿拉巴馬州)
伯恩特科恩（英語：Burnt Corn）是一個位於美國阿拉巴馬州門羅縣的非建制地區。該地的面積和人口皆未知。

## 地理
伯恩特科恩的座標為31°33′13″N 87°09′37″W / 31.55361°N 87.16028°W，而該地的平均海拔高度為130米（即427英尺）。